# Bom Sucesso
Bom Sucesso là một đô thị thuộc bang Paraíba, Brasil. Đô thị này có diện tích 184,101 km², dân số năm 2007 là 4552 người, mật độ 24,7 người/km².